# Wii Software
WiiWare är en del av kanalen Wii Shop Channel som finns i menyerna på tv-spelskonsolen Wii från Nintendo. Via denna tjänst är det tänkt att det ska vara möjligt att ladda ner mjukvara till konsolen på ett sätt som liknar Xbox Live Arcade. Wii Software innehåller till skillnad från Virtual Console mjukvara som ursprungligen skapats med avsikten att användas tillsammans med en Wii och dess möjligheter. Möjligheten att ladda ner mjukvara. Wii Software som är denna tjänst i Europa kallas för WiiWare i övriga delar av världen.
Via kanalen Wii Software är det bland annat möjligt att ladda ner Everybody Votes Channel, Internet Channel, Metroid Prime 3 Preview, Mii Contest Channel och en uppdatering av Photo Channel.